# Млиновище (озеро)
Млиновище — озеро, розташоване на території Новозаводського району Чернігівської міськради (Чернігівська область). Місцева назва Земснаряд. Тип загальної мінералізації — прісне. Походження — антропогенне. Група гідрологічного режиму — стічне.
Назва пов'язана з водяними млинами Єлецького монастиря, які раніше розташовувалися на березі річки Стрижень.

## Географія

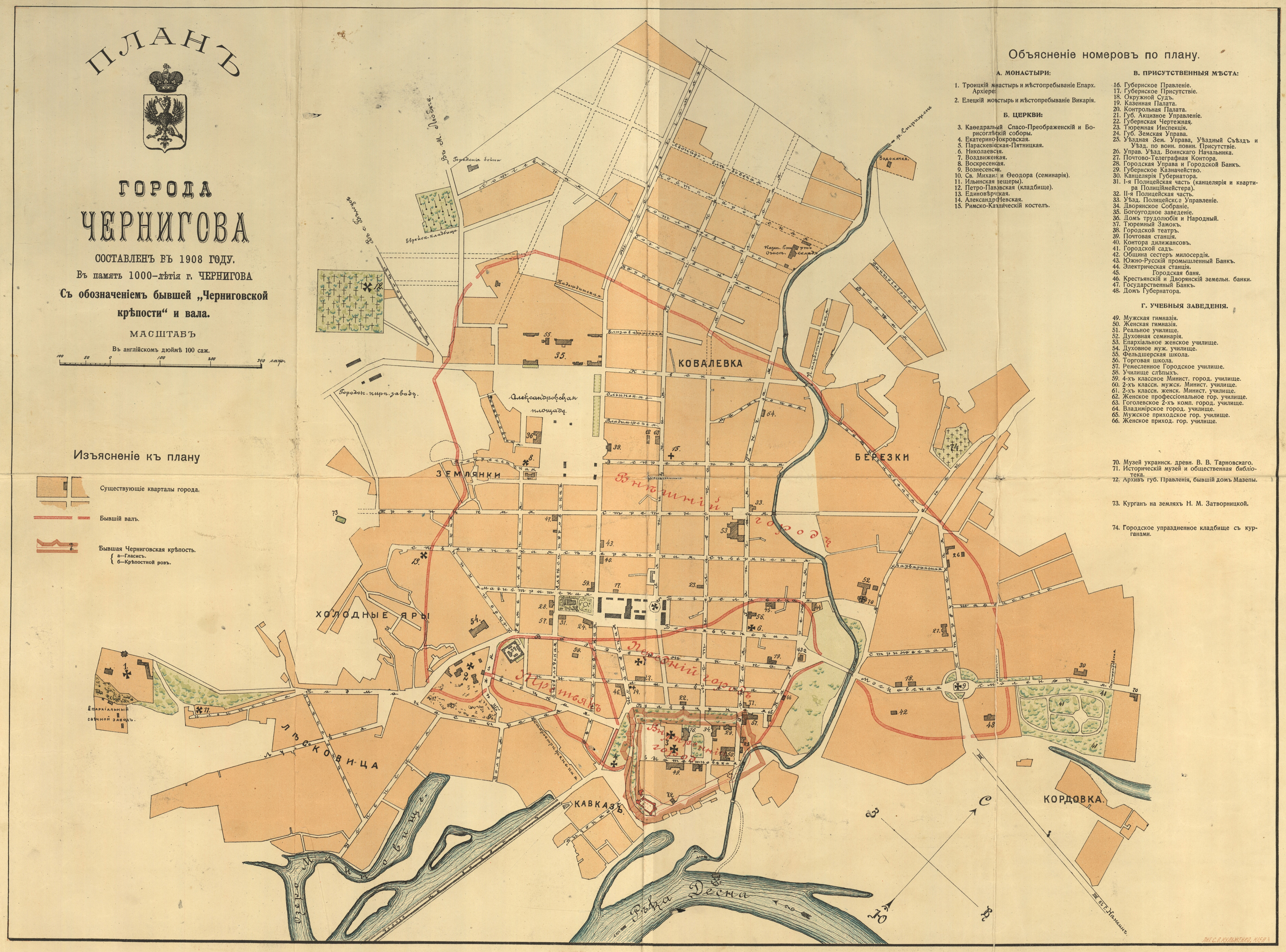
Млинище на плані 1908 року

Озеро розташоване у правобережній заплаві Десни на південному сході Новозаводського району Чернігівської міськради, між Лісковицею та дачами, на захід від проспекту Миру. Озерна улоговина витягнутої форми, з північного сходу на південний захід з розширеними краями. Озеро поділено вулицею Лісковицька. На півдні повідомляється потоками з іншими водоймищами.
Сучасне озеро Млиновище у XVIII столітті було приустєвою ділянкою русла річки Стрижень, яка впадала в Десну біля села Жавинка. При відкритті тракту Санкт-Петербург — Київ у 1863 році русло Стрижня перенаправили в інше місце, внаслідок чого утворилося озеро. Південна частина була знову піддана антропогенному впливу в період 1981—1989 років: розширена (в основному південно-західна частина) і поглиблена улоговина — через роботу земснаряду, який намив ділянку для майбутнього мікрорайону. Мікрорайон не був збудований, зараз тут індивідуальна забудова (південна частина Лісковиці), що безпосередньо на північ від озера.
Береги пологі. Береги заростають прибережною рослинністю (очерет звичайний), а водне дзеркало — водяне (роголістник занурений, кубичка жовта, види роду рдест). Краї улоговини переходять у водно-болотні ділянки.
Харчування: дощове та ґрунтове. Взимку замерзає.
Озеро використовується для рекреації, рибальства.
На південно-східному березі в урочищі Святе розташований комплекс археологічних пам'яток Млиновище-1, на північно-західному березі (в районі перехрестя вулиць Успенської та Лісковицької) — комплекс об'єктів археологічної спадщини Млиновище-2.